# الساندرو فلورنزی
الساندرو فلورنزی (ایتالیایی: Alessandro Florenzi؛ زادهٔ ۱۱ مارس ۱۹۹۱) بازیکن فوتبال اهل ایتالیا است که در پست مدافع کناری بازی می‌کند.
او به همراه باشگاه پاری سن ژرمن نایب قهرمان لیگ قهرمانان اروپا ۲۰۲۰ شده‌است.